# Lago Chungará
Il lago Chungará (in aymara  muschio su pietra) si trova nell'estremo nord del Cile. È uno dei laghi situati ad altezze maggiori del mondo, con i suoi 4.570 m sopra il livello del mare. È circondato da diversi vulcani, come il Parinacota, il Pomerape, il Nevado Sajama, l'Acotango e il Guallatiri.
Si trova sulla strada internazionale (Ruta CH-11) che collega il porto di Arica (Cile) con La Paz (Bolivia), attraverso il Paso Fronterizo Chungará-Tambo Quemado. È situato nel parco nazionale Lauca, 54 km a est di la città di Putre, e a 8 km dalla frontiera con Bolivia.